# دنی آبالو
دنی آبالو (انگلیسی: Dani Abalo؛ زادهٔ ۲۹ سپتامبر ۱۹۸۷) بازیکن فوتبال اهل اسپانیا است.
از باشگاه‌هایی که در آن بازی کرده‌است می‌توان به باشگاه فوتبال دپورتیوو آلاوس، باشگاه فوتبال بیرامار، باشگاه فوتبال سیواس‌اسپور، باشگاه خیمناستیک تاراگونا، باشگاه فوتبال سلتاویگو، و باشگاه فوتبال لودوگورتس رازگراد اشاره کرد.